# Júlio Quaresma
Júlio César Gonçalves Quaresma (n. Saurimo, Lunda, Angola, 1958), é um arquitecto, artista plástico e crítico de arte, tendo frequentado no Ar.Co o curso de Desenho e Pintura.
Da arquitetura, ao Design, onde projetou linhas de mobiliário assinado, ao teatro, moda e cinema, no âmbito das artes plásticas (pintura, escultura e vídeo) tem desenvolvido uma carreira internacional, participando em várias bienais, como a XX e XI Bienal de Havana, em Cuba, a Bienal do "Fim do Mundo" em Ushuaia, na Argentina ou a I Trienal do Caribe em Santo Domingo e expondo em vários museus; Estados Unidos, Espanha, Brasil e China entre outros, muitos dos quais já contam com obras suas nas suas coleções.
Em Lisboa, cursou pintura e Desenho pela AR-Co, em 81, Licenciou-se em Arquitetura pela Escola Superior de Belas Artes de Lisboa, Departamento de Arquitetura, em 83 e em Produção Plástica do Espetáculo, do Curso Superior de Teatro no Conservatório Nacional de Lisboa, em 86 e concluiu em 93, o mestrado em Tecnologia da Arquitetura e Qualidade Ambiental, com a  tese “Escola - A Arquitetura do Afecto”, na Faculdade de Arquitetura da Universidade Técnica de Lisboa e em 94 a Pós-Graduação de “Reabilitação de Centros Urbanos” A.R.C.A./E.T.A.C. em Coimbra. Prepara o doutoramento em Arquitetura, Edificação Urbanística e Paisagem na Universitat Politècnica de València, Espanha sob o tema “Los Paradigmas de Sostenibilidad en Estrategias de Desarrollo Urbano en África – Angola". Arquitecto coordenador em projetos internacionais, entre outros, o do Museu de Arte Moderna Espanhola, em Tianjin, China e é também o autor do projeto da Catedral da Muxima e da cidade envolvente. Um projeto, onde o centro espiritual, numa óptica de sustentabilidade, se transforma simultaneamente no centro de produção de energia eléctrica de toda uma cidade sustentável. Em 1990, foi o Fundador do “Grupo Vértice” com o qual iniciou o prémio DESCOBRIR LISBOA 90 e em 91, o grupo Visionista, com quem lançou o manifesto “Visionismo”.
Comprometido com a solidariedade, em 2015, foi nomeado, em Budapeste, Hungria, Ministro dos Assuntos Sociais e Solidariedade da  Ordem Soberana de San Juan de Jerusalém, KMFAP; 2010, nomeado Embaixador Extraordinário e Plenipotenciário da Ordem Soberana de San Juan de Jerusalém, KMFAP, de 2004 a 2012, Presidente da Instituição de solidariedade social “SER+” – Grupo de Apoio a pessoas com Sida e membro da direção da Cruz Vermelha – Núcleo do Estoril
Critico de Arte na revista CARAS -1995/2016 e politica no periódico “O País” em Angola; Autor  de textos de arte (selecção): SD-Observatory – Diálogo de civilizações in Descobrir El Arte, º46, Outubro a Dezembro; ”Poetica y Territorio” in La poética de Gerardo Rueda e La tradición del arte moderno – IVAM, Maio; “De las Vanguardias a las identidades nacionales” in Revista Contraste nº 45, Julho a Setembro; “De la Arquitectura como Paisaje” in I Congresso de Paisaje, entre outros.

## Exposições colectivas (Selecção)
- 2009  “OBRA EN PAPEL EN LA COLECCIÓN  DEL IVAM”, no “IVAM – Donaciones” no IVAM e “ARTE E DEPORTE” no museu de Arte Contemporânea de Madrid; " CONEXIONES URBANAS”,com Richard Serra, Anthony Caro, Miquel Navarro, entre outros;
- BIENAIS -  2011 - III Bienal do Fim do Mundo, Ushuaia, Argentina; 2010 – I Bienal Internacional de Caribe, 2009 e 2015– X e XII, Bienal de Havana, Cuba e Bienalba, Bienal de Arquitetura de Buenos Aires onde apresentou como Conferencista o tema “Arquiteturas do Afeto”, " e “Muxima - Uma catedral como móbil para sustentabilidade em África” e em 2008 – “A arquitetura do Medo no Memorial da América Latina em São Paulo.

## Exposições individuais (Selecção)
- 2017     "SCARS OF MEMORY" (Escultura),  Casino Estoril - Portugal
- 2015     "BANQUETES IMPROVÁVEIS" - Exposição/ Instalação - Pintura /Escultura e Vídeo, - Centro Cultural de Cascais - Portugal
- 2014     "ARQUEOLOGIAS COMESTIBLES - ARCHAEOLOGIES" , no IVAM, Institut Valencià d’Art Modern, Valência- Espanha

- 2009      "PLAYING EQUALITY" na Boricua College, Nova Iorque, no IVAM – Institut Valencià D’Art Modern e no Museo de Arte Moderno de Cartagena de las Indias - Colombia

- 2005 - 2007  "HOMEM.COM.SE" - Museu Óscar Niemeyer- Curitiba, Brasil e Memorial da América Latina, São Paulo- Brasil

- 2005      "MARE NOSTRUM" - IVAM, Valência,e Palacio de los Serrano em Avila - Espanha
- 2004      "THE FACES OF GOD IN THE WATER HOUSE", integrada na LUZBOA, Bienal da Luz de Lisboa, Mãe de Água – Museu da Água
- 1991      1ª Exposição Visionista de Artes Plásticas no Convento do Beato -  Lisboa; “MITHO LOGOS” na Jadite Galleries -  Nova Iorque
- 1989      "CARNE-VALE" - Museu da Água - Lisboa
- 1987      "(DES)COBRIR" - Convento do Carmo - Lisboa

## Prémios (Selecção)
- 2016      "DIÁLOGO ENTRE CIVILIZAÇÕES", Vera World Fine Art Festival, Moscovo -  Rússia
- 2010      A Gran Cruz dos Cavaleiros da Ordem Soberana de San Juan de Jerusalém, KMFAP e foi nomeado cavaleiro em Budapeste - Hungria
- 2010      Medalha de Honra da Cruz Vermelha -  Estoril
- 2009      Medalha de honra de trabalho humanitário dos KMFAP
- 2005      Medalha de mérito solidário do conselho de Cascais
- 1993      Medalha de Honra do IAC – Instituto de apoio á criança - Lisboa
- 1990      Diploma de Mérito da “TELACCIA D'ORO", em Torino- Itália

## Livros sobre (Selecção)
- 2005     Júlio Quaresma - "MARE NOSTRUM", por Lyle Rexer, Achile Bonito Oliva, Fernando Castro Flórez, Consuelo Ciscar entre outros
- 1998     "NOS LIMIARES DOS LIMITES", por Chaké Matossian